# Aslı Özarslan

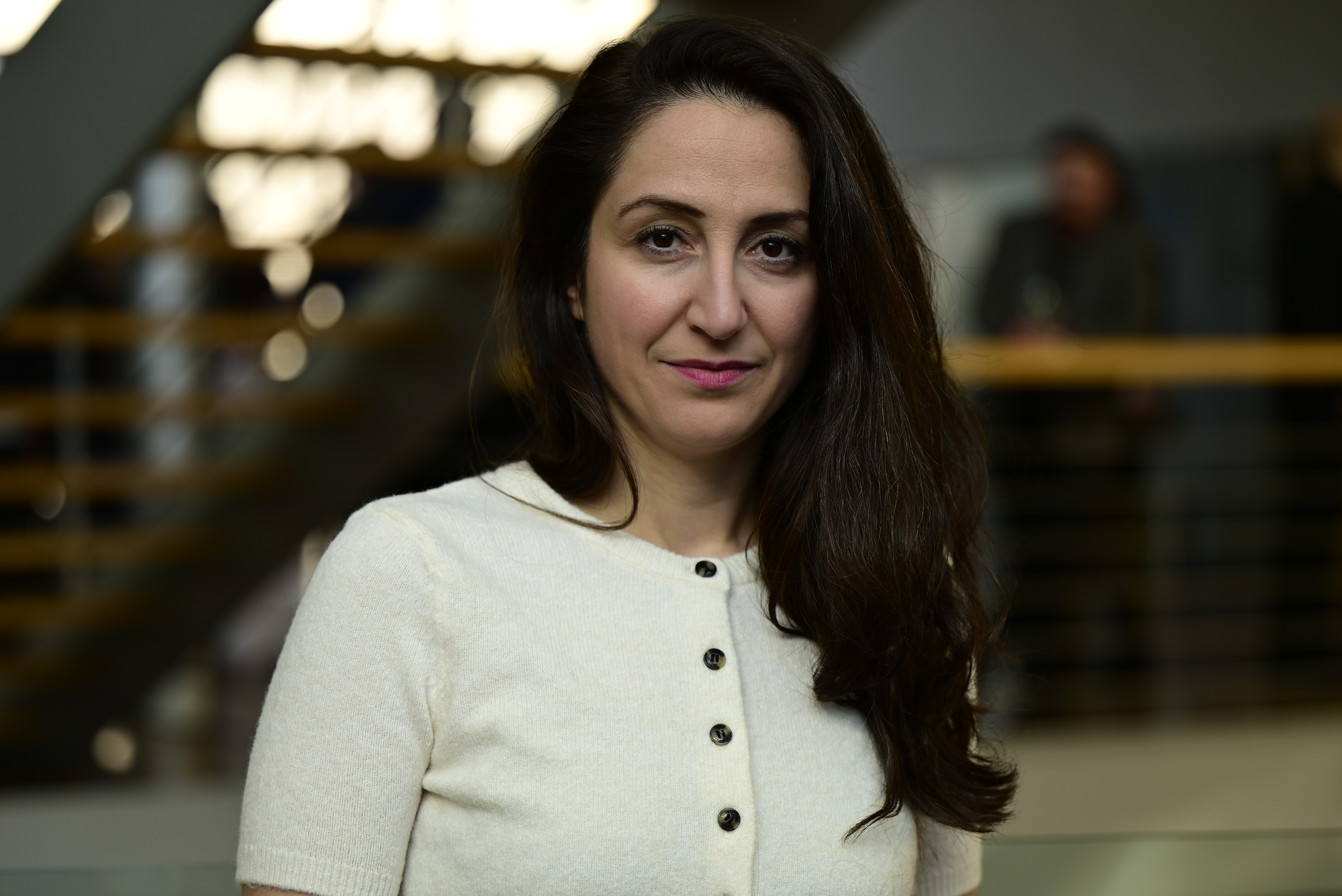
Aslı Özarslan (2025)

Aslı Özarslan (* 19. Juli 1986 in Berlin) ist eine deutsche Regisseurin, die sich in ihren Arbeiten intensiv mit sozialen und kulturellen Identitäten auseinandersetzt. Ihre Filme, die eine Mischung aus Dokumentar- und Spielfilmformaten umfassen, wurden auf internationalen Filmfestivals vielfach ausgezeichnet und zeichnen sich durch eine tiefe menschliche Perspektive und gesellschaftliche Relevanz aus.

## Leben

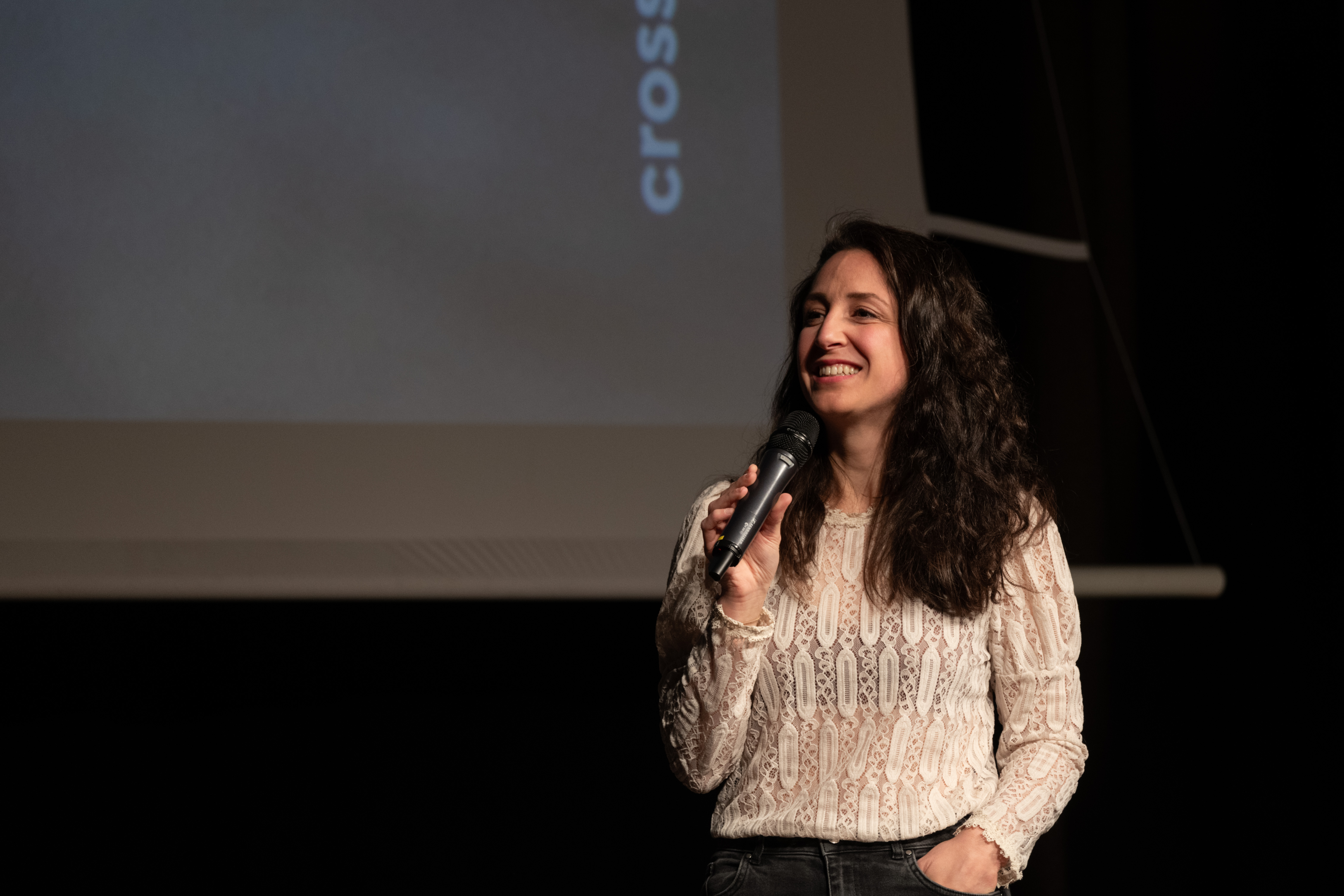
Aslı Özarslan beim Crossing Europe Filmfestival 2024 in Linz

Özarslan verfolgte eine umfassende akademische Laufbahn, die sowohl Theater- und Medienwissenschaften an der Universität Bayreuth als auch Philosophie und Soziologie an der Université Sorbonne IV in Paris umfasste. Ihre formale Bildung im Bereich der Regie erhielt sie an der Filmakademie Baden-Württemberg. Darüber hinaus wurde ihr Arbeit durch Stipendien wie das der Akademie der Künste Berlin und der Tarabya-Kulturakademie in Istanbul anerkannt und gefördert.

## Wirken
Özarslans Stil ist durch eine enge Verbundenheit mit ihren Protagonisten, eine tiefgehende emotionale Resonanz und das Bestreben, komplexe soziale Themen zugänglich zu machen geprägt. Ihre Arbeiten vermeiden Voyeurismus und bieten stattdessen eine nuancierte Darstellung menschlicher Erfahrungen und gesellschaftlicher Herausforderungen. Sie kombiniert zur Schaffung intensiver filmischer Erzählungen unverbrauchte Bilder mit eigenen inhaltlichen Akzenten.
Ihr Dokumentarfilm Insel 36 (2014) beleuchtet die Lebensbedingungen in einem Berliner Flüchtlingsheim. Der Film wurde für seine menschliche Perspektive und soziale Relevanz gelobt und mit dem UNHCR Award ausgezeichnet. Ihr Dokumentarfilm Dil Leyla (2016) begleitet Leyla Îmret, eine junge Frau, die nach Cizre zurückkehrt, um Bürgermeisterin der kurdischen Hochburg zu werden. Der Film erhielt zahlreiche Auszeichnungen und bietet einen tiefen Einblick in die politischen und sozialen Spannungen in der Türkei.
Ihr Spielfilm Ellbogen (2024) erzählt die Geschichte von Hazal, einer jungen Frau aus Berlin, die sich auf eine transformative Reise zwischen Berlin und Istanbul begibt. Der Film, basierend auf dem gleichnamigen Roman von Fatma Aydemir, "handelt von erdrückender Ohnmacht und unbändiger Wut". Er wurde bei den 74. Internationalen Filmfestspielen Berlin uraufgeführt.